# Latschenhütte
De Latschenhütte is een berghut gelegen in de Lechtaler Alpen in de Oostenrijkse deelstaat Tirol. De hut ligt op een hoogte van 1623 meter nabij Hoch-Imst in de gemeente Imst. De hut is te voet via de Untermarkter Alm (1491 meter) in ongeveer twee uur vanuit Imst te bereiken.
De berghut is privéeigendom van de familie Nothdurfter en behoort niet toe aan een alpenvereniging als de Deutscher Alpenverein of de Österreichischer Alpenverein.
De hut geldt als tussenstation voor tochten naar de op 1934 meter hoogte gelegen Muttekopfhütte bij beklimmingen van onder andere de Imster Muttekopf (2774 meter), de Maldonkopf (2692 meter), de Hintere (2723 meter) en Vordere Platteinspitze (2562 meter).